# ʔ̴
Cette page contient des caractères spéciaux ou non latins. S’ils s’affichent mal (▯, ?, etc.), consultez la page d’aide Unicode.
Le coup de glotte tilde inscrit ou coup de glotte tilde médian, ʔ̴, est un symbole de l’alphabet phonétique international. Il est composé d’un coup de glotte ‹ ʔ › diacrité d’un tilde médian.

## Utilisation
Dans l’alphabet phonétique international, [ʔ] représente une consonne occlusive glottale vélarisée ou pharyngalisée, respectivement aussi représentée par /ʔˠ/ et /ʔˤ/.
Il est par exemple utilisé par Matthew Davidson 2010 dans une notation basée sur la notation phonétique américaniste mais empruntant le symbole à l’alphabet phonétique international.

## Représentations informatiques
Le coup de glotte tilde médian peut être représentée avec les caractères Unicode (latin étendu – 1, diacritiques) suivants :
| formes    | représentations | chaînes de caractères | points de code | descriptions                                          | notes |
| --------- | --------------- | --------------------- | -------------- | ----------------------------------------------------- | ----- |
| minuscule | ʔ̴               | ʔ◌̴                    | U+0294 U+0334  | lettre latine coup de glotte diacritique tilde médian |       |